# L'amfitrió perfecte
L'amfitrió perfecte (títol original en anglès The Perfect Host) és una pel·lícula estatunidenca de comèdia negra i thriller psicològic del 2010 escrita i dirigida per Nicholas Tomnay. És un remake del curtmetratge de Tomnay The Host (2001). La pel·lícula és protagonitzada per David Hyde Pierce i Clayne Crawford. El rodatge es va dur a terme a Los Angeles, Califòrnia, durant 17 dies. Ha estat doblada al català.

## Argument
El fugitiu John Taylor fuig d'un crim inicialment no especificat, amb un peu ferit. (Flashbacks i notícies revelen que va robar un banc, en connivència amb un caixer.) S'atura en una botiga a buscar un desinfectant, just uns instants abans de ser robat; s'enfronta a la lladre, però ella s'escapa amb la seva cartera. La televisió de la botiga identifica en John i el seu cotxe, així que ràpidament l'abandona i es dirigeix a peu cap a un barri car. Afirmant haver estat assetjat, aconsegueix l'entrada a la casa de Warwick Wilson, que està preparant un sopar. En John parla i beu vi negre mentre intenta esbrinar el seu proper moviment i com evitar que es descobreixin les seves mentides. Quan la ràdio fa un anunci sobre el robatori, ell calla enfadat a Warwick i es revela. Després d'obligar-lo a trucar als seus convidats per cancel·lar la festa, John afirma que té la intenció de matar a Warwick, però que podria estalviar-lo si s'acomoda a John fins al matí. De sobte, John s'acosta; el vi ha estat drogat, i Warwick no és la persona que sembla.
Quan en John desperta, està lligat a una cadira i la festa està en moviment, però tots els altres convidats són fruit de la imaginació de Warwick. Warwick fa una fotografia Polaroid de John i revela un llibre de retalls dels seus sopars passats, amb convidats igualment captius organitzats en una línia de temps de creixent angoixa i ferides que culmina amb la mort. Els convidats al·lucinants de Warwick són versions netes i respectables de la gent de l'àlbum. A mesura que avança la nit, en John està més terroritzat, drogat i incapacitat, i aprèn diverses coses sobre l'estrany estil de vida de Warwick.
John i Warwick juguen als escacs, amb el premi la llibertat de John; En John, que és un jugador excel·lent, guanya. Warwick deixa anar en John tal com s'ha acordat, però es burla d'ell abans que pugui marxar, dient que no té valor. John agafa una de les espases que s'exhibeixen a la sala d'estar de Warwick i l'apunyala amb ella, però demostra que és una arma de suport plegable. John queda noquejat i recupera la consciència a la banyera de Warwick, on Warwick li passa una fulla per la gola.
El cos d'en John queda fora amb les escombraries. Es desperta i descobreix que la majoria de les seves ferides són falses; Warwick és un mestre del maquillatge de pel·lícules. El detectiu Morton, que ha estat investigant el robatori, arriba a la porta de Warwick: Warwick és un tinent de policia que supervisa el cas. Mentrestant, en John sospita de Simone, la caixera amb qui va conspirar, i descobreix que ella va fer arranjaments de viatge alternatius fora de Los Angeles que no l'inclouen. En John s'enfronta a Simone en un aparcament per la seva traïció i la seva falsificació de malaltia que el va motivar a robar el banc per pagar el seu tractament mèdic. Li agafa el cotxe i els diners, deixant-la capturada pels detectius. Tanmateix, Warwick impedeix que John se'n vagi i agafa els diners a punta de pistola, deixant-lo amb un parell de milers de dòlars per fugir a Mèxic.
Un parell de mesos més tard, el detectiu Morton rep correu de Mèxic (implicit que és de John) que conté un sopar Polaroid de Warwick i John junts. Morton s'enfronta a Warwick, que ho descarta com a fals, però quan Morton insisteix, Warwick el convida a un sopar.

## Repartiment
- David Hyde Pierce com a Warwick Wilson
- Clayne Crawford com a John Taylor
- Helen Reddy com a Cathy Knight, la veïna de Warrick
- Megahn Perry com a Simone Demarchi, la xicota de John
- Joseph Will com el detectiu Valdez
- Nathaniel Parker com el detectiu Morton
- Brooke Anderson com a lladre

## Llançament
La pel·lícula es va estrenar el gener de 2010 al Sundance Film Festival. L'amfitrió perfecte es va presentar a diversos altres festivals de cinema, com ara Fantasia International Film Festival i XLIII Festival Internacional de Cinema Fantàstic de Catalunya. Va guanyar el premi del públic al Festival de Cinema Fantàstic d'Amsterdam 2011, un Premi Saturn i millor llargmetratge a l'Abertoir Festival de Cinema 2011: el festival nacional de cinema de terror de Gal·les. La pel·lícula es va estrenar en cinemes als Estats Units l'1 de juliol de 2011 en una versió limitada.

## Recepció
L'amfitrió perfecte va rebre crítiques diverses de la crítica. A Rotten Tomatoes, té una puntuació del 45% basada en les ressenyes de 33 crítics.
La pel·lícula va empatar amb Atlas Shrugged: Part 1 al Premi Saturn a la millor estrena en DVD o Blu-ray de 2011.